# 카와시마 마키요
카와시마 마키요(일본어: 川島 茉樹代, 중국어 이름: 린자수(중국어 간체자: 林佳树, 정체자: 林佳樹, 병음: Lín Jiāshù), 1984년 6월 12일 ~ )는 마키요(Makiyo)라는 예명으로 잘 알려져 있는 일본과 타이완의 가수이자 배우이다.

## 생애
카와시마 마키요는 1984년 6월 12일에 일본 가나가와현 요코하마시에서 일본인 아버지와 타이완인 어머니의 딸로 태어났다. 카와시마 마키요에게는 2명의 누나가 있다. 일본에서 성정했던 카와시마 마키요는 10세 시절에 어머니를 따라 타이완으로 이주했고 타이베이 일본인 학교에서 중국어 소학교, 중학교 과정을 배웠으나 얼마 지나지 않아서 중학교 과정에서 중퇴했다.
카와시마 마키요는 타이베이 일본인 학교에 재학 중이던 2000년에 제작된 파나소닉의 휴대전화 GD-90 광고에 출연하면서 주목을 받았고 같은 해에 자신의 첫 정규 음반을 발매하면서 가수로 데뷔했다. 또한 예능 프로그램 진행자로 활동했고 배우로도 활동하면서 여러 편의 드라마에 출연했다.
카와시마 마키요는 타이완에서 활동했던 일본 출신 4인조 음악 그룹인 선데이 걸스(Sunday Girls)의 멤버로 활동했던 일본의 가수인 센다 아이사(千田愛紗)의 친구이기도 했다. 카와시마 마키요는 미니스커트를 입은 갸루 계열의 패션으로 인기를 끌었고 2009년에는 타이완의 일간 신문 《빈과일보》(蘋果日報)에서 "10대 아름다운 가슴 여왕"으로 선정되기도 했다. 2011년 8월에는 타이완 정규 음반 《夜電 Girls Power》가 20,000장 이상이 판매되는 기록을 수립했다.

## 사생활
카와시마 마키요는 2006년 크리스마스 이브에 타이완의 연예계에서 마약 사건이 발생하자 해외로 출국하였다. 사랑의 도피를 위해 옛 남자 친구인 추순(邱舜)을 따라 미국 샌프란시스코에 거주하면서 한동안 친구, 어머니와 연락이 끊겼는데 2007년 7월에야 타이완으로 돌아와 다시 일을 시작한다는 소문이 돌기도 하였다.
카와시마 마키요는 2009년에 타이완에서 발행된 주간 잡지 《일주간》(壹週刊)과의 인터뷰를 통해 "아버지는 일본의 폭력단 관련자였고 어머니의 3번째 남편이다. 나에게도 야쿠자의 피가 흐르고 있다. 부모님 모두 성질이 급해서 나도 그러한 성격을 이어받고 있다."라고 자신의 복잡한 가정 상황을 전했다.

## 택시 운전사 폭행 사건
카와시마 마키요는 2012년 2월 3일에 타이완에서 일본 오키나와현 출신의 남자인 도모요리 다카테루(友寄隆輝), 타이완 출신 탤런트 2명과 함께 택시를 타고 가던 도중에 타이완인 택시 운전사로부터 안전벨트 착용을 요구받자 택시를 세운 다음에 도모요리 다카테루와 함께 택시 운전사의 머리와 가슴을 마구 때려 중태에 빠뜨리게 했다. 이 사건은 타이완의 《연합보》, 《자유시보》, 《중국시보》, 《빈과일보》 등이 집중 보도했을 정도로 타이완의 친일본 정서에 영향을 주기도 했다.
카와시마 마키요는 2012년 2월 4일에 열린 기자 회견에서 "가슴을 만졌다"라고 발언했지만 2월 7일에 열린 기자 회견에서 거짓이었다고 번복했다. 타이베이 지방 검찰서는 2012년 2월 10일에 도모요리 다카테루에게 징역 6년형을, 카와시마 마키요에게 징역 4년형을 구형했다. 2012년 2월 16일에는 타이완 정부가 카와시마 마키요에게 발급했던 취업 허가증을 무효 처리하고 3년 동안 타이완에서 공익 활동을 제외한 어떠한 취업을 금지하는 결정을 내렸다.
카와시마 마키요는 2012년 3월 15일에 해당 사건의 피해자와 보상금 3,000,000 신 대만 달러를 지급하고 민사상의 화해를 보았다. 2012년 4월 26일에는 타이베이 지방 법원이 1심 재판에서 도모요리 다카테루에게 징역 1년, 집행유예 4년을 선고했고 카와시마 마키요에게 징역 10개월, 집행유예 3년을 선고했다. 검찰원은 1심 판결에 반발하여 항소했으나 타이완 고등법원은 2012년 8월 1일에 열린 항소심 재판에서 항소를 기각하고 원심을 확정했다.

## 음반 목록
- 타이완 정규 음반 《Makiyo同名專輯》 (2000년)
- 타이완 정규 음반 《天天說愛我》 (2001년)
- 타이완 정규 음반 《再見17歲》 (2002년)
- 일본 싱글 음반 《Sign of Wish》 (2003년)
- 일본 싱글 음반 《NEGAI》 (2003년)
- 일본 정규 음반 《garden》 (2004년)
- 일본 싱글 음반 《桜咲くまで》 (2004년)
- 타이완 정규 음반 《魔術代》 (2004년)
- 타이완 정규 음반 《夜電 Girls Power》 (2011년)
- 타이완 싱글 음반 《莫言》 (2015년)